# Wilfried Hannes
Wilfried Hannes (* 17. května 1957, Düren) je bývalý německý fotbalista, obránce. Po skončení aktivní kariéry působil jako trenér.

## Fotbalová kariéra
Hrál Bundesligu za Borussii Mönchengladbach a FC Schalke 04 a ve Švýcarsku za AC Bellinzona a FC Aarau. Dvakrát vyhrál s Borussií Mönchengladbach bundesligu a v roce 1979 vyhrál Pohár UEFA. Za západoněmeckou fotbalovou reprezentaci nastoupil v letech 1981-1982 v 8 utkáních, v roce 1982 byl členem stříbrného západoněmeckého týmu na mistrovství světa, ale v utkání nenastoupil. V Poháru mistrů evropských zemí nastoupil v 9 utkáních a dal 2 góly a v Poháru UEFA nastoupil ve 28 utkáních a dal 3 góly. V Interkontinentálním poháru nastoupil ve 2 utkáních a dal 1 gól.

## Ligová bilance
| Ročník                                 | Zápasy | Góly | Klub                     |
| -------------------------------------- | ------ | ---- | ------------------------ |
| Německá fotbalová Bundesliga 1975/1976 | 9      | 1    | Borussia Mönchengladbach |
| Německá fotbalová Bundesliga 1976/1977 | 21     | 3    | Borussia Mönchengladbach |
| Německá fotbalová Bundesliga 1977/1978 | 21     | 0    | Borussia Mönchengladbach |
| Německá fotbalová Bundesliga 1978/1979 | 22     | 1    | Borussia Mönchengladbach |
| Německá fotbalová Bundesliga 1979/1980 | 32     | 4    | Borussia Mönchengladbach |
| Německá fotbalová Bundesliga 1980/1981 | 33     | 16   | Borussia Mönchengladbach |
| Německá fotbalová Bundesliga 1981/1982 | 31     | 8    | Borussia Mönchengladbach |
| Německá fotbalová Bundesliga 1982/1983 | 23     | 9    | Borussia Mönchengladbach |
| Německá fotbalová Bundesliga 1983/1984 | 25     | 6    | Borussia Mönchengladbach |
| Německá fotbalová Bundesliga 1984/1985 | 23     | 4    | Borussia Mönchengladbach |
| Německá fotbalová Bundesliga 1985/1986 | 21     | 6    | Borussia Mönchengladbach |
| Německá fotbalová Bundesliga 1986/1987 | 27     | 1    | FC Schalke 04            |
| Německá fotbalová Bundesliga 1987/1988 | 21     | 3    | FC Schalke 04            |
| CELKEM německá bundesliga              | 309    | 62   |                          |